# العواسجة
قرية العواسجة هي إحدى القرى التابعة لمركز ههيا في محافظة الشرقية في جمهورية مصر العربية. حسب إحصاءات سنة 2006، بلغ إجمالي السكان في العواسجة 11660 نسمة، منهم 6010 رجل و5650 امرأة.
تفتقد القرية لخدمات الصرف الصحي، مما تسبب ارتفاع منسوب المياه الجوفية وتهديد بعض مباني القرية بالانهيار.

## التاريخ
قرية العواسجة من القرى القديمة، حيث وردت باسم «العواسجة» في أعمال الشرقية ضمن قرى الروك الناصري التي أحصاها ابن الجيعان في كتاب «التحفة السنية بأسماء البلاد المصرية». وفي العصر العثماني وردت باسم «العواسجة» في التربيع العثماني الذي أجراه الوالي العثماني سليمان باشا الخادم في عصر السلطان العثماني سليمان القانوني ضمن قرى ولاية الشرقية، وفي تاريخ 1228هـ/1813م الذي عدّ قرى مصر بعد المسح الذي قام به محمد علي باشا باسم «العواسجة» ضمن قرى مديرية الشرقية.